# Arcadi Balaguer
Arcadi Balaguer i Costa (ur. 1886 w Castelldefels, zm. 1 stycznia 1973 w Sant Andreu de Llavaneres) – hiszpański przedsiębiorca, chemik, przemysłowiec i działacz sportowy.
Balaguer był pierwszym posiadaczem tytułu baronowskiego barón de Ovilvar oraz osobistym przyjacielem króla Alfonsa XIII i José Antonio Primo de Rivery. Był jednym z głównych właścicieli nieruchomości w mieście Seva pod koniec XIX wieku. Przekazał część swojego majątku pod budowę lokalnego kościoła i cmentarza. Uważany był za hiszpańskiego patriotę i zwolennika klubu FC Barcelona.
17 grudnia 1925 został prezesem katalońskiego klubu piłkarskiego FC Barcelona. Jego tymczasowym poprzednikiem był Joan Coma, który zastąpił na stanowisku Joana Gampera. Został nim na tydzień przed zawieszeniem przez rząd wszystkich działań FC Barcelony na sześć miesięcy po wygwizdaniu hymnu Hiszpanii, które miało miejsce 14 czerwca 1925 na Les Corts. Dzięki jego wysiłkom sankcje nałożone na klub zostały złagodzone. Wraz z zarządem przezwyciężył problemy klubu i dokonał reorganizacji jego wewnętrznych struktur. Okres prezesury Balaguera nazywany jest złotą erą FC Barcelony. Wówczas klub zdobył trzy mistrzostwa Katalonii oraz dwa mistrzostwa Hiszpanii. Podczas jego rządów postępowało wymuszone odejście od katalońskiej tożsamości klubu. Zrezygnował ze stanowiska 25 marca 1929. Po jego odejściu nowa rada dyrektorów wręczyła mu medal zasługi FC Barcelony. Jego następcą został Tomàs Rosés.
Był pierwszym prezesem Federació Catalana de Caça (katalońskiej federacji łowieckiej) od 1940 do 1953. Piastował również stanowisko prezesa klubu sportowego Reial Club de Polo de Barcelona. Jego nazwiskiem została nazwana jedna z ulic w Castelldefels. Został odznaczony przez Francisco Franco orderem Medalla de la Campaña. Jego syn Josep Maria Balaguer de Pallejà podczas wojny domowej walczył po stronie sił nacjonalistycznych.